# Mayak (central nuclear)
Mayak es el nombre de una planta nuclear rusa utilizada para el reprocesamiento de combustible nuclear. Se encuentra ubicada a unos 10 km al sureste de Ozersk, y a unos 70 km al nornoroeste de Cheliábinsk (55º 42' 48" N, 60º 50' 46" E, centro aproximado de las instalaciones, que se extienden en un área irregular cuya mayor dimensión es de unos 20 km).
Es conocida por haber sucedido allí el accidente de Kyshtym en 1957.

## Historia de la planta

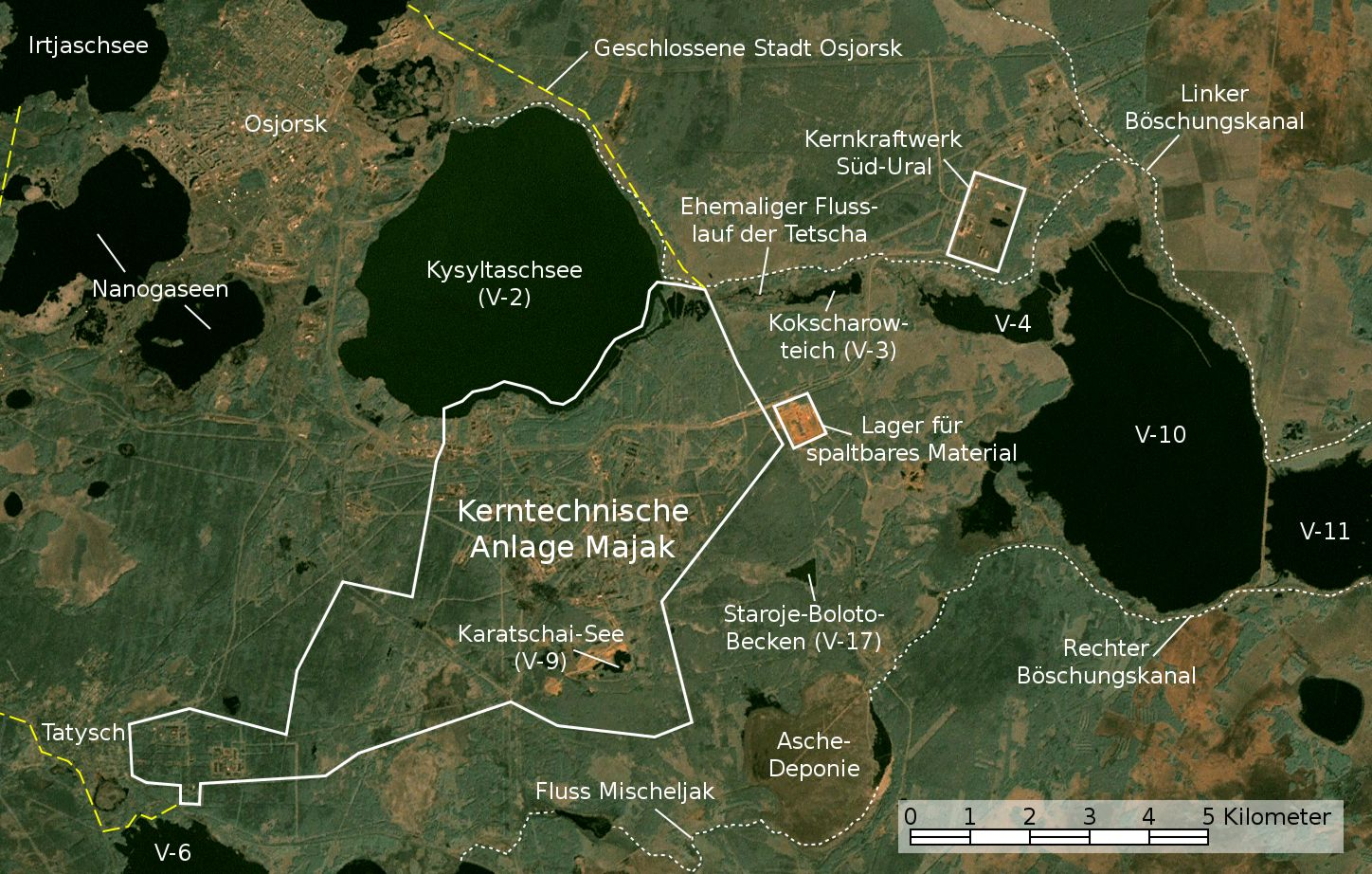
Imagen satélite de la instalación nuclear de Mayak, la ciudad cerrada de Ozyorsk/Ozersk (Chelyabinsk-65), diferentes lagos y embalses y la central nuclear de los Urales del Sur. Basado en una captura de pantalla de NASA World Wind (capa visual Landsat Global Mosaic).

La planta Mayak fue construida entre 1945 y 1948, con mucha prisa y en total secreto, como parte del programa nuclear de la Unión Soviética. La misión original de la planta era la de fabricar, refinar, y trabajar el plutonio para emplearlo en armas. Cinco reactores nucleares fueron construidos por este motivo. Más tarde la planta se especializó en el retratamiento de armas decomisadas, y los desechos de reactores nucleares. Actualmente, la planta produce tritio y radioisótopos, pero nada de plutonio. En años recientes, propusieron que la planta recibiera desechos de reactores nucleares extranjeros, lo cual ha dado lugar a la controversia por parte de los ambientalistas.
En los primeros años de operación, la planta Mayak liberó cantidades enormes de agua radiactivamente contaminada en varios lagos cercanos a la planta, y en el río Techa, cuyas aguas en última instancia fluyen en el río Obi. Las consecuencias río abajo de esta contaminación de radiación aún tienen que ser determinadas. Se cree que muchos de los que trabajaron en la planta de Mayak en los años 1950 y años 1960 posteriormente hayan muerto debido a los efectos de la radiación. Aunque la situación ambiental ha mejorado desde entonces, la administración de la planta Mayak repetidamente fue criticada en años recientes por prácticas ecológicas poco sólidas.
Además a partir de 1951 se utilizó como depósito de desperdicios nucleares el Lago Karachai de la planta, hoy en día según Worldwatch Institute, el lago es el lugar "más contaminado" de la Tierra.

## Accidente nuclear de 1957
Las deficientes condiciones de trabajo en Mayak causaron serios peligros para la salud y muchos accidentes. El accidente más grave ocurrió el 29 de septiembre de 1957, cuando un fallo en el sistema de refrigeración de un tanque que almacenaba decenas de miles de las toneladas de desechos nucleares disueltos causó una explosión no nuclear que tuvo una fuerza estimada en aproximadamente 75 toneladas de TNT (310 gigajoules), que liberó aproximadamente 20 MCI (740 petabecquerels) de radiación. Al menos 200 personas murieron debido a la radiación, 10 000 personas fueron evacuadas de sus casas, y 470.000 personas estuvieron expuestas a la radiación. 
La gente "se horrorizaba con la incidencia de enfermedades misteriosas y desconocidas que fueron surgiendo. Las víctimas tenían la piel ' desprendida ' de sus caras, manos y otras partes expuestas de sus cuerpos".  Cientos de hectáreas quedaron estériles e inutilizables durante décadas y tal vez siglos. Cientos de personas murieron, fueron miles los perjudicados y las áreas circundantes fueron evacuadas". Este accidente nuclear, el peor de la URSS antes de la catástrofe de Chernóbil, es clasificado al nivel 6 de una escala de 7 señalada por Escala Internacional de Accidentes Nucleares.
El régimen soviético mantuvo en absoluto secreto este accidente. Las primeras informaciones serían reveladas solamente a partir de 1976 por el biólogo ruso Jaurès Medvédev, que había emigrado a Inglaterra.

## Accidente nuclear de 1968
Las condiciones de trabajo no mejoraron con el paso del tiempo. Tan solo 11 años más tarde de la gran catástrofe ocurrió otro accidente fatal en la central de Mayak. 
El 10 de diciembre de 1968 se continuaban utilizando materiales inapropiados para el tratamiento del plutonio y en una de estas operaciones se produjo una reacción en cadena que, seguida de una segunda reacción, generó una difícil situación en la planta. Se conoce únicamente un fallecido en el accidente, el supervisor que causó la segunda y más contundente reacción en cadena. A este supervisor se le concedió un Premio Darwin por su estupidez. Toda la planta fue desalojada y, afortunadamente, no se sufrieron mayores daños.